# Starve Island
Starve Island est un îlot du lac Erié située  au sud du canton de Put-In-Bay (en) dont elle fait partie. dans le comté d'Ottawa (Ohio aux USA).

## Historique
Starve Island et son récif se trouvent à environ 1.6 km au sud de l'île Bass Sud et fait partie de l'archipel des îles Bass.
- Starve Island, dans des conditions météorologiques normales, n'est visible que sur un mile ou deux, comme quelques roches et quelques arbustes qui dépassent du lac, et est la deuxième plus petite des îles du lac Érié (la plus petite est l'île Turtle). L'île peut être vue du haut du Perry's Victory and International Peace Memorial à Put-in-Bay.

On dit que l'île tire son nom du sort d'un marin sur l'île à la suite d'un naufrage. Les noms de variantes pour l'île incluent Dinner Island et Glacial Island.
- Starve Island Reef [2]est situé à environ un mille plus au sud de Starve Island.

## Galerie

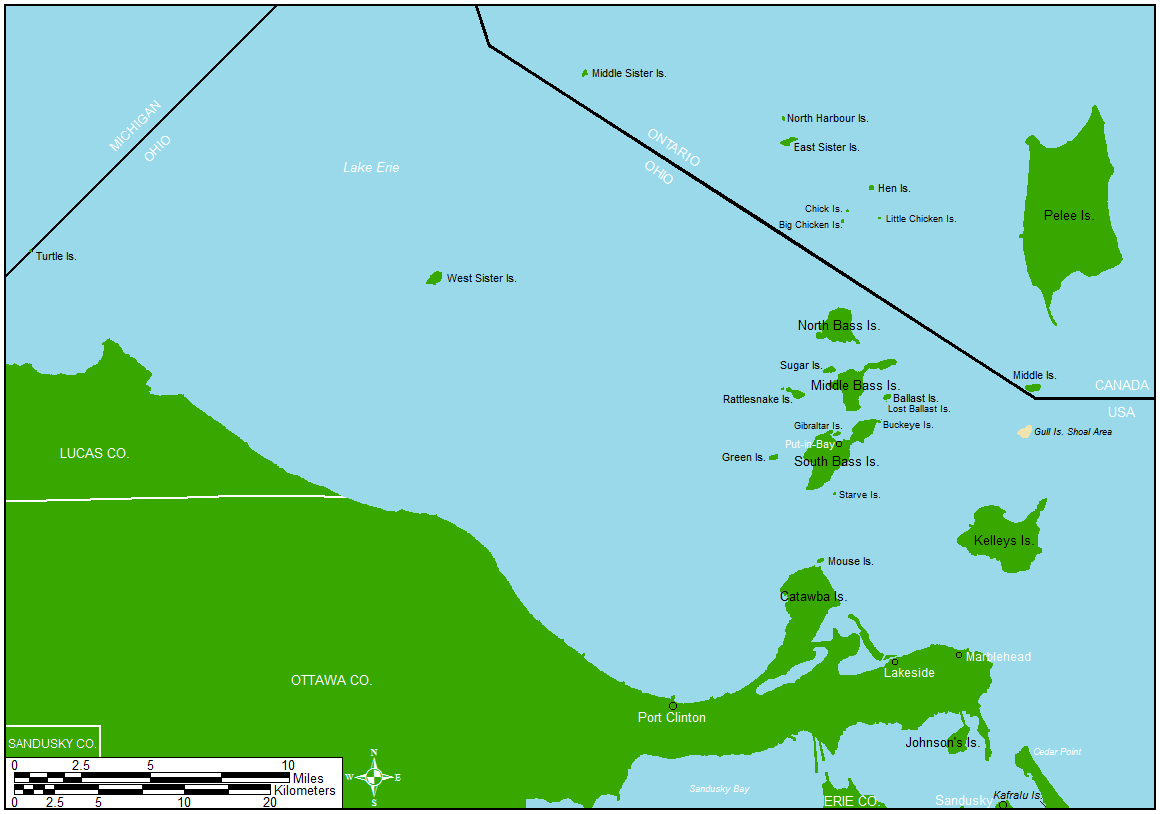
Localisation de Starve Island